# ブルークローバー
ブルークローバー (Parochetus communis) は、マメ科の常緑多年草で、近年花壇・鉢物用などに広く栽培されるようになった草花である。なお、「ブルークローバー」は、種苗会社がつけた和製英語で、正しい英名はShamrock peaである。

## 学名の由来
属名はpara（近い）とochetus（小川、せせらぎ）の合成語で、この植物が比較的湿った土壌を好むことによる。また、種名は「一般的な」の意味である。

## パロケツス属
チベットからヒマラヤにかけてと東アフリカの高山帯に分布している。単型の属として扱われることが多いが、アジア産とアフリカ産をそれぞれ別種としたり、細かく5-6種に分類することもある。

## 性状
耐寒性または半耐寒性の常緑多年草で、草丈は10cmくらいである。茎は匍匐して広がる。葉はクローバーのように3裂し、細かい鋸歯がある。普通冬から初夏にかけて開花し、直径1〜2cmの花が単生する。花はエンドウ豆などに似た蝶形花で、濃い青紫色である。

## 栽培
寒さには比較的強いが、高温多湿には弱い。普通は鉢植えやハンギングバスケットなどに植えて愉しむが、夏に涼しい地方では、花壇に植えることもできる。日当たりが良く、やや湿った土を好むので、水やりに気をつけ、土を乾かさないようにする。繁殖は、秋の彼岸を過ぎてから、株分けをする。